# Живојин Обреновић
Живојин Д. Обреновић (Београд, 1872 – Лесковац, 10. мај 1936) био је српски књижар и штампар.

## Биографија
Рођен је у Абаџијској улици (Општина Палилула).Био је најмлађе дете, поред сестара Агапије, Јелене и Катарине и брата Димитрија, пореклом из Осата, тадашњи Зворнички пашалук. Занат његовог оца (абаџијски) није га привлачио, већ је од шеснаесте године почео да изучава штампарски.Поред заната, бавио се и борилачким вештинама и био члан Српског друштва за гимнастику и борење Душан Силни у Београду. Ту своју активност наставио је и у Нишу, а био је и потпредседник Удружења нишке омладине. По доласку у Лесковац, основао је подружницу Душан Силни у коју је укључио своје шегрте, а касније и синове. Био је члан-организатор аероклуба лесковачког, оснивач Соколског друштва, у коме је радио до краја живота, затим оснивач соколске музике, незаменљиви церемонијал мајстор организовања свечаних поворки приликом прослава, а нарочито се истакао приликом прославе педесетогодишњице ослобођења Лесковца од Турака 1927. године. Између 1894. и 1900. године оженио се Лесковчанком Настом са којом је имао синове Борислава, Момчила и Братислава и кћер Раду. Са својим најстаријим сином учествовао је у Првом светском рату. Наста је 1917. године извршила самоубиство, а по повратку из рата, Обреновић се оженио Љубицом. Умро је 10. маја 1936. године.

## Трговачка штампарија Ж. Д. Обреновића
Штампарски занат изучио је у штампарији Српске напредне странке у Београду (1887-1889), коју су закупили Медицијан и Кимпановић. У Ниш долази 1889. године и запошљава се у Првој нишкој штампарији Жике Радовановића као фактор, односно пословођа. Крајем 1893. године путује по градовима Србије прикупљајући претплату за гласило нишких радикала Слобода. У то време у Лесковцу није било ни једног листа нити штампарије, па Обреновић, као припадник Радикалне странке, 1894. године отвара штампарију у Лесковцу, коју води под фирмом Трговачка штампарија Жике Д. Обреновића. Штампарија је опстала све до Првог светског рата као једина у Лесковцу. У саставу ове штампарије од 1903. године налази се и књижара. Штампарија се 1907. године појављује под именом „Прва моторна штампарија Жике Д. Обреновића“. После његове смрти, изгледа да је његова жена Љубица продала штампарију Драгољубу Стојановићу, књижару.
„...из те примитивне штампарије изашли су сви данашњи послодавци штампарски лесковачки, три штампарије лесковачке, у пуном јеку свога рада и још три штампарије ван Лесковца, које све укупно броје неколико стотина раденика и раде послове не само за своја места и околине, него и за најудаљеније крајеве ове државе. Ето, то је успех лесковачке штампарске индустрије, њеног полета, њеног зачетка и њеног зачетника и праоца Жике Обреновића.“

## Дела
- Лист Лесковчанин (1896);
- Лесковачки гласник (1921-1925) – у чијем се уредништву Обреновић налазио од бр. 2 (1921) до бр. 51 (1922);
- Ослобођење града Лесковца, Власотинца и околине, аутора Јосифа Х. Костића;
- Ђачки извештаји лесковачке гимназије;
- Ђачки завичај, аутора Крсте Димитријевића и Владимира Перовића;
- Косово у ропству под Бугарима од XI-1915. до X-1918. године, аутора Јанаћија Поповића;
- Историја Срба, Хрвата и Словенаца за IV разред основне школе, аутора Владимира Радивојевића и Владимира Милутиновића;
- Српска војска и бежанија кроз Албанију и на Крфу, аутора Сретена Динића;
- Мића Соколац, аутора Сретена Динића;
- Ратно сироче, аутора Сретена Динића и С. Живковића;
- Говор Васе Поповића;
- Болести и непријатељи винове лозе, аутора Бож. Поповића;
- Појам о Богу и природи и здравље теорије човечанског савршенства, аутора С. Ј. Величковића;
- Најновији путовдитељ или вођ по светој земљи, аутора Хаџи Јована Младеновића и друга дела.[1]